# Quatuor à cordes no 1 de Stenhammar
Pour les articles homonymes, voir Quatuor à cordes no 1.
Le Quatuor à cordes no 1 en ut majeur opus 2 est une composition de musique de chambre de Wilhelm Stenhammar. Composé en 1894, il est créé le 12 janvier 1895.

## Structure
1. Allegro
2. Mesto
3. Molto tranquillo e commodo

- Durée d'exécution: trente deux minutes